# Disintegration
Disintegration é o oitavo álbum de estúdio da banda inglesa de rock The Cure, lançado em 2 de maio de 1989 pela Fiction Records.
Foram extraido quatro singles: "Lullaby", "Fascination Street", "Lovesong" e "Pictures of You". O disco marca um retorno ao estilo melancólico do rock gótico que a banda havia estabelecido no início da década de 1980, tanto pela temática como pela composição e letras.
Apesar de seu posterior sucesso comercial, à gravadora norte-americana da banda até o momento, Elektra Records, considerou a Robert Smith nas primeiras mixagens do álbum que estava fazendo o seu "suicídio comercial."
Disintegration também marcou à demissão de Laurence Tolhurst, co-fundador do The Cure, devido ao seu abuso de álcool e sua incapacidade para se encaixar no papel de tecladista, que foi oficialmente substituído por Roger O'Donnell.
O álbum lhe rendeu enorme popularidade a banda em parte graças à enorme difusão que tinha pela MTV, dos vídeos musicais dos singles filmados pelo diretor Tim Pope. O mais famoso deles foi "Lullaby", número cinco nas paradas britânicas e que também foi o single de maior sucesso do The Cure ao longo de sua carreira musical no seu país de origem.
Disintegration foi o álbum mais bem sucedido da banda até hoje ao ser posicionar no número doze nas paradas alternativas americanas e no número três nas britânicas. Posteriormente, foi considerado à obra-prima do The Cure. A revista Rolling Stone colocou o álbum no número 326º em sua lista dos "500 melhores álbuns de sempre". A mesma revista colocou no número 278º a canção "Pictures Of You" em sua lista das 500 melhores canções de todos os tempos. Até a data, Disintegration já vendeu 3 milhões de cópias ao redor do mundo e também é considerado o álbum em que Robert Smith conseguiu seu amadurecimento como artista.
Disintegration foi realizado ao vivo na íntegra, 13 anos após o seu lançamento nos dois concertos intitulados The Cure: Trilogy considerado pela banda como um de seus álbuns mais emblemáticos junto com Pornography (1982) e Bloodflowers (2000).

## Antecedentes

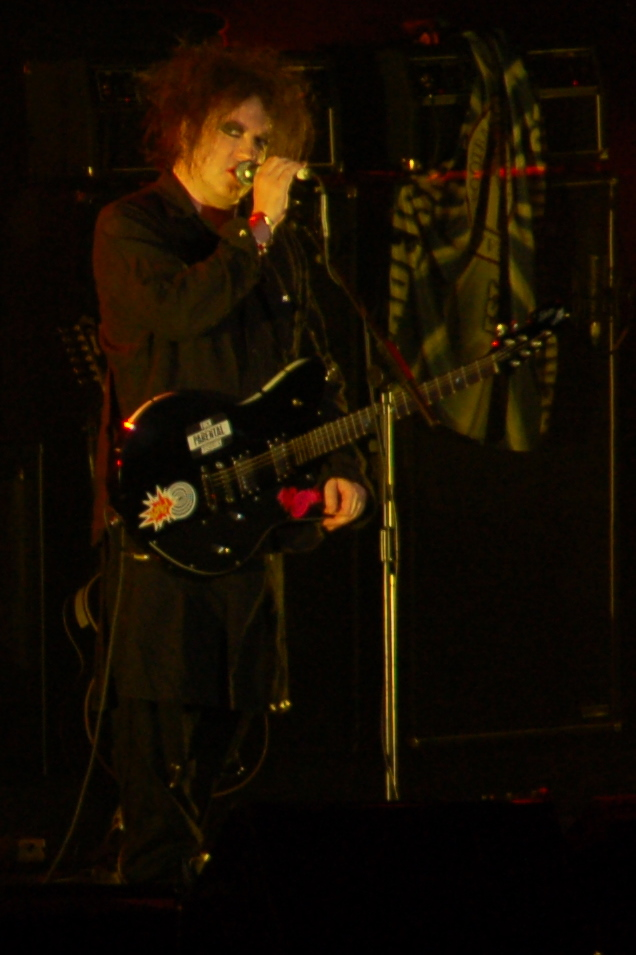
Com Disintegration Robert Smith voltou às origens sombrias da banda. Na foto, Robert Smith durante um concerto em Singapura.

A carreira musical de The Cure começou no final dos anos 1970 com uma virada sombria no início dos anos 1980 com álbuns como Seventeen Seconds, Faith e Pornography, de grande talento artístico e bem recebido pela crítica, mas com pouco impacto comercial nesse momento. Sua carreira mudou de forma retumbante com os singles "Let's Go To Bed" e "The Lovecats", incluídas no álbum de compilação Japanese Whispers. O som da banda tornou-se alegre e festivo, com altos e baixos em seus dois próximos álbuns de estúdio como The Top (1984) e The Head on the Door (1985). Abriram-se para um público mais amplo, com o lançamento do Kiss Me, Kiss Me, Kiss Me, em 1987, onde eles conseguiram obter fama mundial.

## Composição

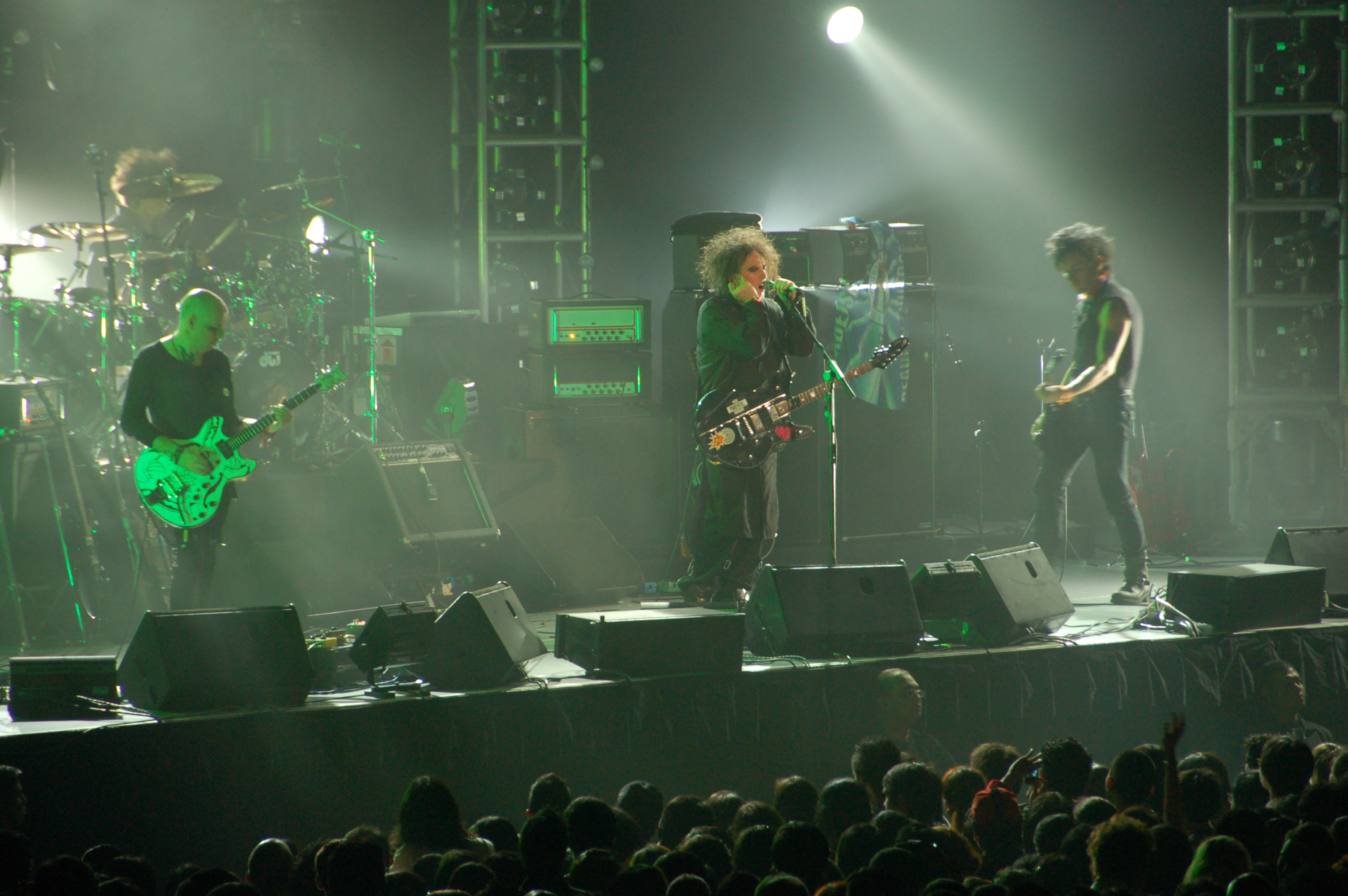
The Cure ao vivo em Singapura em agosto de 2007

Em 1988, prestes a completar o seu trigésimo aniversário, Robert Smith queria criar sua obra-prima conscientemente influenciada pela ideia de que a maioria de seus ídolos haviam criado suas obras-primas antes dos 30 anos. De acordo com Graeme Thompson na monografia dedicado ao The Cure para a revista Uncut, "Disintegration muitas vezes soa como o trabalho de um homem que contempla um longo final". Ao mesmo tempo, a crise da meia-idade afetou Smith para criar seu primeiro trabalho conceitual desde Pornography dentro desse estado depressivo. O cantor se sentindo deprimido em torno da figura que estava criando ao redor de sucessos como "Just Like Heaven" e "Why Can't I Be You?", pertencente ao seu último álbum, Kiss Me, Kiss Me, Kiss Me, quis então, recuperar as suas raízes mais obscuras.
Para isso, ele voltou a usar substâncias narcóticas e começou a moldar sozinho as músicas que moldaram o álbum. O tema central que se enraizou na maioria das canções que compõem o álbum foi a passagem destrutiva do tempo, cujo título se refere. Outros temas que o cantor tratou nas letras eram sua medos interiores, suicídio, sentimento de perda, alienação, pesadelos, desespero e morte.
Apesar do tema obscuro do álbum, 1988 foi um ano feliz para Robert Smith ao se casar com sua namorada de longa data, Mary Poole na Abadia de Worth (Crawley, Reino Unido). O padrinho era Simon Gallup, o baixista e amigo íntimo de Robert Smith desde sua adolescência.

## Gravação
A imprensa musical no momento especulou sobre uma possível dissolução do The Cure e Robert Smith planejava lançar um álbum solo. Tais rumores eram falsos, e que, durante 1988, Smith estava trabalhando em seu apartamento em West London em novo material para um título de álbum ainda desconhecido. Por anos, muitos produtores de filmes estavam enviando para Smith, cortes de vídeos de seus filmes na esperança de que Smith iria compor uma música. O cantor disse que esses fragmentos de vários filmes o inspirou a compor letras mais "cinematográficas", do que havia escrito até então.
Durante gravação do disco, ocorreram vários eventos que inclinaram Robert Smith a intitular o álbum com o nome de Disintegration. Durante as primeiras noites em estúdios exteriores, um curto-circuito provocou um incêndio no quarto de Smith. Rapidamente eles alarmaram todos os membros da banda. Ignorando as advertências dos investigadores, cobriram suas cabeças com toalhas molhadas para entrar no quarto e recuperar as letras do novo álbum antes de se queimarem completamente. Após esse incidente, Robert se viu sobre a necessidade de isolamento durante as semanas seguintes em um sótão, onde mal tinha usado antes, para reconstruir o material perdido o que o fez passar a ser o letrista por uma grande quantidade de horas separado do resto da banda, o que, de alguma forma, também acabou refletido nas novas composições.

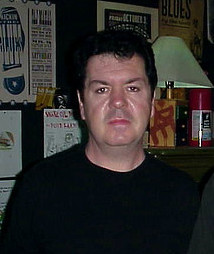
Lol Tolhurst, co-fundador do The Cure, foi expulso da banda durante as sessões de mixagem de Disintegration.

Outra razão para este título foi Lol Tolhurst que, até então membro fundador do The Cure com Robert Smith, foi expulso da banda. Os motivos foram o abuso de álcool e o mau ambiente que gerou entre o resto dos seus companheiros, que pressionavam cada vez mais o líder do The Cure para ser expulso do grupo porque ninguém queria tocar junto com ele. Este conflito eclodiu durante uma das primeiras sessões de mixagem. Tolhurst, obviamente embriagado, começou a difamar sobre o novo álbum e Smith respondeu no dia seguinte em forma de escrita com a sua expulsão irrevogável do The Cure. Tolhurst mais tarde reagiu contra Smith e a mesma gravadora (Fiction Records), reivindicou para si alguns direitos sobre a marca "The Cure", que, eventualmente, acabou funcionando para Smith e a gravadora. Então, Roger O'Donnell, que se juntou circunstancialmente na The Kissing Tour de 1987, apareceu como o único tecladista oficial da banda após ser perguntado pessoalmente por Robert Smith em um quarto de hotel durante essa mesma tour.
Além disso, o rótulo Fiction considerou que Disintegration não teria o sucesso comercial com o seu álbum antecessor, também lamentando o fato de que Smith não tinha tomado um caminho mais pop antes da triunfal acolhida que alcançou esse registro nos Estados Unidos. Elektra Records, subsidiária da Fiction nos Estados Unidos, chamou a decisão de Smith de "suicídio comercial" por suas longas introduções instrumentais, não muito bem recebidos pelas rádios comerciais na época. O cantor todavia guarda a carta que mostra a insatisfação dos diretores da Elektra. Smith disse em relação a isso:
| “ | Aqueles da gravadora não entendiam que cada vez estávamos conectados com o nosso público, e demos o que eles nos pediram, o que era precisamente o que nós mesmos andávamos buscando. | ” |

## Estilo musical
Quase desde o momento do lançamento de Disintegration, em maio de 1989, o álbum foi considerado uma peça fundamental da música gótica, e um dos melhores álbuns da década de 1980, de acordo com a Rolling Stone, que descreveu também como "um dos melhores álbuns de sempre por góticos e não góticos". The Cure retornou com este registro deliberadamente nas origens obscuras de seus primeiros trabalhos, após o sucesso do ecletismo pop de Kiss Me, Kiss Me, Kiss Me. Esta mudança na direção criativa foi devido a uma maior extensão a frustração interna que sentia Smith para criar a sua verdadeira "obra-prima" antes de fazer trinta anos.

### Música
O cantor de vinte e nove anos considerou que seu novo álbum seria um retorno musical a introspecção de Pornography, por outro lado, foi o melhor avaliado pela cena britânica de rock alternativo.
Além disso, Smith procurou dar ao álbum um certo ar outonal e soando premeditadamente inglês. Daí a escolha dos estúdios Checkendon em Oxfordshire, localizado nos arredores de Londres. Em relação a isso, o músico disse: "Eu queria ouvir pássaros pela manhã, os estrondos das tempestades nas montanhas, passar as noites em torno de uma fogueira". As canções se tornaram mais e mais densa a respeito de seu trabalho anterior. Na verdade, seis das doze canções do álbum tem uma duração de seis minutos frente as convencionais peças pop de três minutos. O trabalho foi caracterizado pelo uso de sintetizadores e teclados, guitarras monolíticas e percussão densa e cavernosa.

### Letras
As letras de Disintegration fala em abandono e a passagem do tempo. Nele, Robert Smith, resgatou muitas experiências pessoais com as quais representavam uma auto-análise. A maioria das canções de Disintegration são sombrias e com tom negativo já que tratam sobre os desgostos, vícios, suicídio e o tempo contínuo. "Lovesong" foi a mais otimista de todas as canções, composta como um presente de casamento de Robert Smith a Mary Poole durante o período de concepção do LP.

## Lançamento e Promoção

### Vídeos Musicais
Para promover o álbum foram gravados quatro vídeos músicais na seguinte ordem de apresentação: "Lullaby", "Fascination Street", "Lovesong" e "Pictures of You", tudo filmado pelo diretor Tim Pope. "Fascination Street" não foi inicialmente planejado pela banda como single, apesar de ter sido utilizado nos EUA para promover o álbum em vez de "Lullaby". As canções foram publicadas em 1989, com exceção de "Pictures of You", que foi publicado em 1990. No mesmo ano, a banda ganhou o Brit Award de melhor vídeo britânico por "Lullaby." O canal de música MTV contribuiu significativamente para a fama que The Cure ganhou em todo o mundo com a divulgação contínua de vídeos filmados para Disintegration. Além disso, "Lullaby" foi número cinco na lista britânica de singles, a maior posição de uma música do The Cure em toda a sua discografia e também um dos vídeos mais memoráveis da banda. A Billboard classificou-o em sua lista especial de os 15 vídeos mais assustadores de todos os tempos."Lullaby" foi uma alegoria do passado conturbado que Robert Smith misturado com algumas lembranças de seus próprios medicamentos de infância.

### The Prayer ToureEntreat
A turnê para promover o álbum foi intitulado The Prayer Tour e foi realizado durante 1989 em dois turnos. Primeiro ocorreu pela Europa, onde o grupo tocou na Espanha por quatro noites: No Velódromo, no Vale do Hebron, em Barcelona, Praça de Touros em Valência, Velódromo de Anoeta em San Sebastián e a Plaza de Las Ventas em Madrid. No segundo, durante a turnê norte-americana de The Prayer Tour, visitaram Filadélfia, Toronto, Houston e Dallas, entre outras cidades.
Em julho de 1989, um concerto durante a The Prayer Tour foi gravado na Arena Wembley e lançado em setembro de 1990 sob o título de Entreat, o segundo álbum ao vivo na história da banda. O álbum continha apenas canções de Disintegration e foi lançado para a caridade. Em maio de 2010, com ocasião da reedição remasterizada, veio à tona a versão completa do álbum intitulado Entreat Plus em um terceiro CD adicional com outras canções de sua primeira edição original de 1990.
Apesar do enorme sucesso da The Prayer Tour, Robert disse que se tornar uma banda de estádios não foi a ideia que no princípio era para o The Cure. Devido ao enorme sucesso de Disintegration, os promotores do registro nos Estados Unidos adicionou novas datas, apesar da discordância de Smith. No estádio de beisebol dos Dodgers, The Cure tocaram para 50.000 pessoas e engrossaram 1,5 milhões de dólares. Nos bastidores, o ambiente tornou-se cada vez mais tenso entre Robert Smith e o resto de seus companheiros, onde estavam continuando as disputas pelo modo de ser do Smith e o uso e abuso de substâncias narcóticas. Esta última consideravelmente afastou o líder da banda do resto de seus companheiros.
Portanto, Smith disse: "Cheguei a um estágio onde eu não posso lidar com tudo isso (referindo se ao show business), então eu decidi que esta é a última turnê de The Cure".

### The Cure: Trilogy
| “ | Os álbuns Pornography, Disintegration e Bloodflowers têm uma relação extremamente profunda e complexa entre si, e a realização dos concertos Trilogy é um dos grandes momentos da minha carreira nos Cure. Robert Smith sobre o The Cure: Trilogy em 2002. | ” |

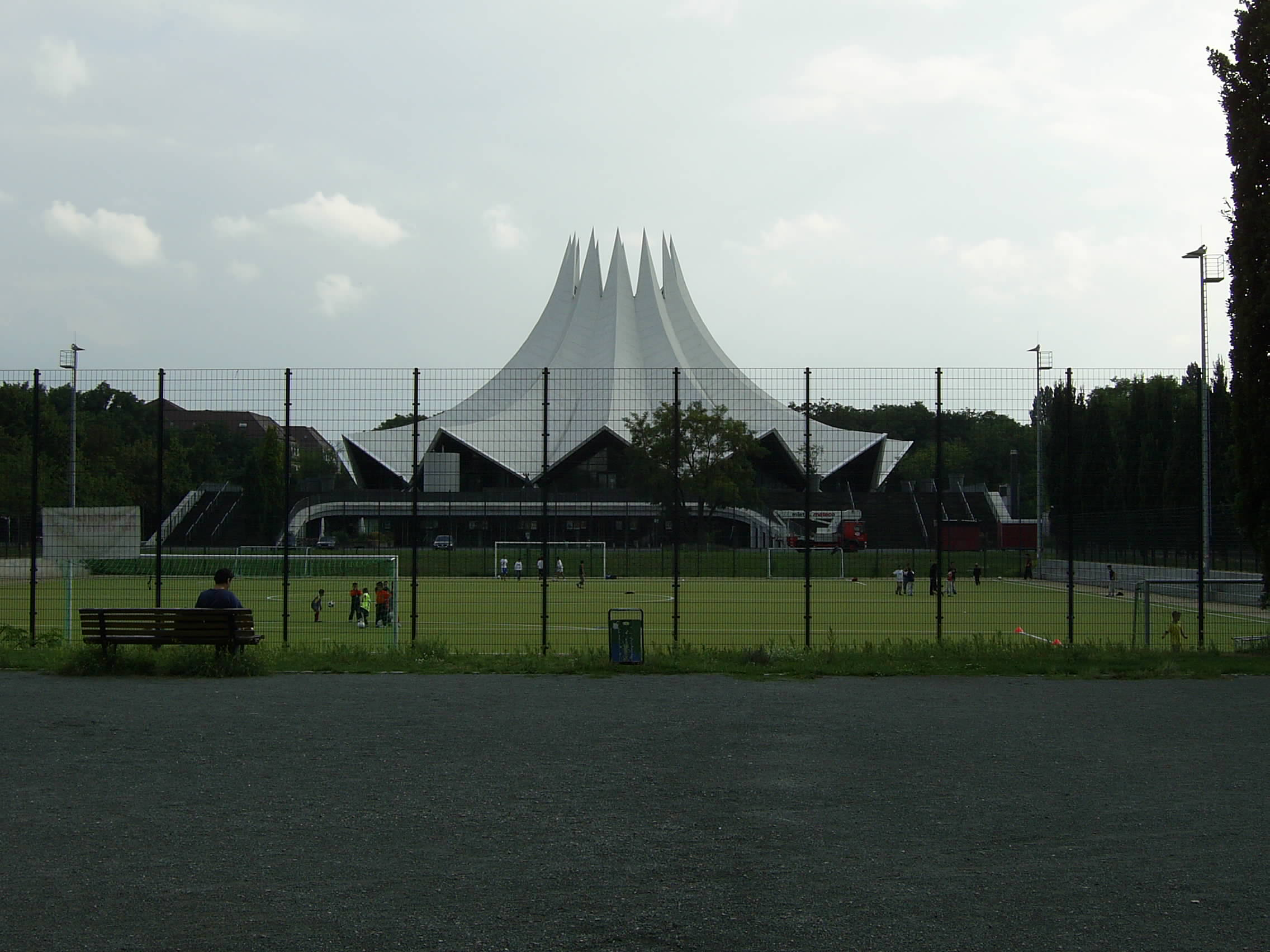
O Tempodrom em Berlim onde houve a antológica apresentação em que a banda tocou os três dos discos mais admirados e influentes da banda, na íntegra. Foi filmado em duas noites nos dias 11 e 12 de Novembro de 2002.

Disintegration foi tocado na íntegra treze anos após sua publicação original, durante a série de concertos que a banda tocou no Tempodrom de Berlim, em 2002, como parte do The Cure: Trilogy. O álbum foi tocado ao vivo do início ao fim junto com os álbuns: Pornography de 1982, e Bloodflowers, lançado em 2000. De acordo com Perry Bamonte, guitarrista do The Cure em 2002: "Estes três discos são icônicos para a banda". The Cure: Trilogy foi publicado no ano seguinte, em 2003, em formato DVD e em formato Blu-ray em 2009.

## Recepção crítica e legado
| Críticas profissionais | Críticas profissionais |
| Avaliações da crítica  | Avaliações da crítica  |
| Fonte                  | Avaliação              |
| ---------------------- | ---------------------- |
| AllMusic               | [ 47 ]                 |
| Mojo                   | [ 48 ]                 |
| Robert Christgau       | C+                     |
| Rolling Stone          | [ 50 ]                 |
| Entertainment Weekly   | A                      |
| The Village Voice      | C+                     |
| Smash Hits             | [ 52 ]                 |
| Los Angeles Times      | [ 53 ]                 |
| Smash Hits             | [ 52 ]                 |
| Pitchfork Media        | [ 54 ]                 |

Disintegration foi lançado em 2 de Maio de 1989 e ficou posicionado na  terceira colocação nas paradas britânicas e permaneceu por vinte semanas consecutivas, a posição mais alta alcançada pela banda no Reino Unido até agora. "Lullaby" foi a sua canção melhor posicionada em seu país de origem: obteve a quinta posição e ficou sete semanas na tabela na América do Norte, o álbum subiu para a décima segunda posição em setembro, enquanto a canção "Lovesong" ficou durante dezessete semanas consecutivas na segunda posição da Billboard. Também foi a melhor posição de uma canção da banda até então na América. Um ano após a sua publicação, o terceiro single do álbum, "Pictures of You" alcançou a vigésima posição no Reino Unido e ganhou o certificado de disco de ouro com 60.000 cópias vendidas. Também foi ouro na Alemanha (100.000 exemplares) e Suíça (25.000 exemplares). O álbum ganhou disco de platina duplo depois de vender dois milhões de cópias no território norte-americano. Disintegration teve três milhões de cópias vendidas ao redor do globo.
A ampla maioria das críticas que Disintegration obteve durante o mesmo ano de seu lançamento foram entusiastas e qualificaram como um álbum essencial na carreira dos ingleses. A publicação não especializada da Los Angeles Times deu quatro estrelas de cinco e comparou a voz de Smith com um "morcego louco ainda fascinado pelo amor e desespero".
Entre a crítica especializada, a Rolling Stone disse sobre o álbum que "de maneira inequívoca, Smith havia conseguido por fim que as coisas seriam completamente corretas". Chris Roberts, do semanário Melody Maker foi mais duro que seus homólogos e disse que "The Cure expressou com Disintegration, uma vulnerabilidade e frieza espiritual, energizando-a com autenticidade". O mesmo crítico os comparou, logo com este disco, como os Mark Rothko do rock gótico.
Em retrospectiva, o disco foi colocado em numerosas listas após o seu lançamento em 1989. A revista Rolling Stone colocou o álbum no número 326º em sua lista dos "500 melhores álbuns de sempre". Além disso, a Rolling Stone colocou na 278º posição, a canção "Pictures Of You" em sua lista das 500 melhores canções de todos os tempos. Disintegration foi considerado como o melhor álbum de 1989 pela Melody Maker no final daquele mesmo ano e ficou em primeiro lugar na sua lista. A Q Magazine o colocou na 90º posição entre os 100 melhores álbuns de todos os tempos. A mesma revista o colocou na 17º posição na lista dos "40 melhores discos dos anos 1980".
Em uma lista similar, a Pitchfork Media colocou o disco na 38º posição na lista dos "melhores discos dos anos 1980". Em 2012, a Slant Magazine listou o álbum na 15º colocação na lista dos "melhores álbuns dos anos 1980". Em 2001, a Rolling Stone colocou Disintegration na nona posição em sua lista dos "10 melhores álbuns dos anos 1980".

## Cultura Popular
A fama e influência de Disintegration tem vindo a aumentar ao longo do tempo. Um ano após o seu lançamento, o diretor de cinema e admirador de Robert Smith, Tim Burton, ofereceu ao grupo a oportunidade de compor a trilha sonora do filme Edward Scissorhands (1990), cujo personagem principal interpretado por Johnny Depp é inspirado pela imagem que transportava a Smith durante o período da promoção de Disintegration.
No fim do episódio "Mecha-Streisand" da série animada de humor negro, South Park, o personagem Kyle Broflovski grita: "O Disintegration é o melhor álbum de sempre". Em relação a sua participação especial na famosa série animada, o vocalista do The Cure, disse: "Desde a minha aparição em South Park eu sou famoso para os meus sobrinhos ... bastardos".

## Faixas

### Edição em LP

#### Lado A
1. "Plainsong" – 5:12
2. "Pictures of You" – 7:24
3. "Closedown" – 4:16
4. "Lovesong" – 3:28
5. "Lullaby" – 4:08
6. "Fascination Street" – 5:16

#### Lado B
1. "Prayers for Rain" – 6:04
2. "The Same Deep Water as You" – 9:18
3. "Disintegration" – 8:18
4. "Untitled" – 6:30

### Edição em CD e Cassete
1. "Plainsong" – 5:12
2. "Pictures of You" – 7:24
3. "Closedown" – 4:16
4. "Lovesong" – 3:28
5. "Last Dance" – 4:42
6. "Lullaby" – 4:08
7. "Fascination Street" – 5:16
8. "Prayers for Rain" – 6:04
9. "The Same Deep Water as You" – 9:18
10. "Disintegration" – 8:18
11. "Homesick" – 7:06
12. "Untitled" – 6:30

## Créditos
- Robert Smith - Vocal, guitarra e teclados;
- Simon Gallup - Baixo e teclados;
- Boris Williams - Bateria;
- Porl Thompson - Guitarras;
- Roger O'Donnell - Teclados;